# 資本とイデオロギー
『資本とイデオロギー』（しほんとイデオロギー、仏: Capital et Idéologie）は、フランスの経済学者であるトマ・ピケティの著書。
世界的ベストセラーとなった『21世紀の資本』の続編と位置付けられている。

## 概要

### 本書の内容

#### 境界と財産
ほとんどの前近代社会では、政治レジームと所有権レジームの問題が密接に絡み合っているとし、三層社会においては、『何世紀にもわたり、「地主」は土地の主であるだけでなく、自分の土地で暮らし働く人々の主でもあった。』と述べた。

### 出版社による検閲
中国の出版社から本文の一部をカットするよう要求された。著者が拒否したことを受け、中国で出版される可能性は低いと発表した。
ピケティは、「当分の間、中国では本は出版されないだろう」と述べ、要求を「ばかげている」と呼び、検閲と同一視した。更に「彼らはそのような本を恐れるべきではない。それは弱さの表れだ」と電話インタビューで語った。

## 構成
目次
序文と謝辞
はじめに
イデオロギーとは何か／境界と財産／イデオロギーを本気で考える／集合的な学習と社会科学／本書で使った情報源――各種の格差とイデオロギー／人間の進歩、格差の復活、世界の多様性／格差の復活――最初の方向性／エレファントカーブ――グローバル化をめぐる冷静な議論／極端な格差の正当化について／歴史から学ぶ――20世紀の教訓／イデオロギーの凍結と新しい教育格差／複数エリートの復活と平等主義連合形成の困難／所有、教育、移民の公正を再考する／世界の多様性――「長期」の不可欠性／自然言語と数学言語の相補性について／本書の構成
第I部　歴史上の格差レジーム
第1章　三層社会──三機能的格差
三機能の論理――聖職者、貴族、平民／三層社会と現代国家の形成／三層社会の正統性低下――革命と植民地化のはざまで／三層社会の現代性／三層社会における格差の正当化／分断されたエリート、統合された平民？／三層社会と国家形成――ヨーロッパ、インド、中国、イラン
第2章　ヨーロッパの身分社会──権力と財産
身分の社会――権力バランスの一形態？／三機能身分、自由労働の促進とヨーロッパの運命／聖職者と貴族の規模とリソース――フランスの場合／アンシャン・レジーム末期に減少する貴族と聖職者／貴族の減少はどう説明できる？／貴族――革命と王政復古の間の財産階級／財産所有組織としてのキリスト教教会／豊かな教会vs豊かな世帯と相続慣行／教会財産――経済法と資本主義の起源？
第3章　所有権社会の発明
1789年の「大区分」と現代財産の発明／労働賦役、強制使用義務、地代――封建主義から財産主義へ／ロッドとアンシャン・レジーム下での重層的な永続権／規模を考慮せずに、財産を新しい基盤に乗せることは可能か？／知識、権力、解放――三層社会の転換／革命、中央集権国家、公正についての学習／財産主義イデオロギー――解放と神聖化とのはざまで／所有権社会における格差の正当化
第4章　所有権社会──フランスの場合
フランス革命と所有権社会の発達／格差を減らす――「世襲中流階級」の発明／格差の首都パリ――文学から相続文書まで／ポートフォリオ分散化と財産の形態／ベル・エポック（1880-1914年）――財産主義的で不平等的な現代性／1880-1914年のフランス税制――静謐な蓄積／「四人の老婦人」税、資本課税と所得税／普通選挙、新たな知識、戦争／革命、フランス、平等性／資本主義――工業化時代の財産主義
第5章　所有権社会──ヨーロッパの道筋
聖職者と貴族の規模――ヨーロッパの多様性／戦士貴族、所有者貴族／イギリスと三層=財産主義の漸進主義／イギリス貴族は財産貴族／古典小説での所有権社会／バークの貴族名鑑――准男爵から石油億万長者まで／貴族院、財産主義秩序の守護者／累進課税をめぐる戦いと貴族院の凋落／アイルランド――三機能、財産主義、植民地主義イデオロギーのはざまで／スウェーデンと四身分社会の憲法化／一人百票――スウェーデンにおけるハイパー制限選挙民主主義（1865-1911年）／株式会社と制限選挙――お金の力の限界とは？／19世紀所有権社会の不平等化／所有権社会の三つの課題
第II部　奴隷社会、植民地社会
第6章　奴隷社会──極端な格差
奴隷のいる社会――奴隷社会／イギリス――奴隷廃止の補償、1833-1843年／奴隷所有者補償の財産主義的な正当化／フランス――1794-1848年の二重の廃止／ハイチ――奴隷財産の公的債務化／1848年奴隷制廃止――補償、規律工房、「志願兵」／強制労働、財産主義神聖化、賠償金問題／米国――戦争による奴隷制廃止、1860-1865年／米国における段階的な奴隷制廃止や補償の不可能性について／奴隷制の財産主義的正当化と社会的正当化／「再建」と米国の社会自国主義の誕生／ブラジル――帝国と人種混合による廃止、1888年／ロシア――弱い国家での農奴制廃止、1861年
第7章　植民地社会──多様性と支配
ヨーロッパ植民地主義の二つの時代／入植者植民地、入植なしの植民地／奴隷社会と植民地社会――極端な格差／財産と所得の最大限の格差／植民者のための植民地化――植民地予算／歴史的に見た奴隷と植民地収奪／植民地収奪の残虐性から「穏やかな商業」の幻想へ／他の国に所有される困難／宗主国の合法性、植民地の合法性／フランス植民地における合法的な強制労働、1912-1946年／晩期植民地主義――南アフリカのアパルトヘイト、1948-1994年／植民地主義の終焉と民主連邦主義の問題／フランス=アフリカ連邦からマリ連邦へ
第8章　三層社会と植民地主義──インドの場合
インドの発明――手始めに／インドと四層身分――バラモン、クシャトリヤ、ヴァイシャ、シュードラ／バラモン的秩序、菜食主義、父権主義／ジャーティの多文化的な豊富さと、ヴァルナの四層身分／ヒンドゥー封建主義、国家建設、カーストの変容／インドにおける国家構築の特異性／インドの発見とイベリア半島のイスラム包囲／武力による支配、知識による支配／インドにおけるイギリスの植民地国勢調査、1871-1941年／インドとヨーロッパの三機能社会における社会集団を数える／識字地主、行政官、社会統制／植民地インドとカーストの再硬直化／独立インド、過去からの地位格差に直面／インドにおけるアファーマティブ・アクションの成功と限界／財産の格差と地位の格差／社会枠およびジェンダー枠とその変容の条件
第9章　三層社会と植民地主義──ユーラシアの道筋
植民地主義、軍事支配、西洋の繁栄／国家が夜警もできないほど小さかった頃――近代国家の二つの躍進／国家間の競争と共同のイノベーション――ヨーロッパの発明／スミス的中国とヨーロッパのアヘン商人／保護主義と重商主義――「大分岐」の起源／日本――三層社会の近代化加速／被差別部落民、不可触民、ロマの社会統合／三機能社会と中国国家の構築／中国帝国試験――士大夫、地主、戦士／中国の反乱と未完の分岐／立憲聖職者共和国の事例――イラン／シーア派聖職者の反植民地主義正当性／平等主義的なシーア派共和国、スンナ派石油王朝――言説と現実／イスラム諸国の平等、格差、ザカート／財産主義と植民地主義――格差のグローバル化
第III部　20世紀の大転換
第10章　所有権社会の危機
20世紀前半の「大転換」を再考する／格差と私有財産の崩壊（1914-1945年）／ヨーロッパ財産主義から米国新財産主義へ／所有権社会の終焉――賃金格差の安定性／私有財産減少の分析（1914-1950年）／収用、国有化措置、「混合経済」／民間貯蓄、公的債務、インフレ／過去の清算、正義の確立――私有財産に対する特別税／富の減少から永続的分散へ――累進税の役割／現代累進税制の英米起源について／財政国家と社会国家の隆盛／課税の多様性と税累進性の役割について／所有権社会、累進課税、第一次世界大戦／財産主義崩壊における社会イデオロギー闘争の役割／社会に組み込まれた市場の必要性について／帝国競争とヨーロッパ均衡の崩壊／異常な戦争賠償から新たな軍事秩序へ／所有権社会の崩壊と国民国家の超克／民主社会主義とオルド自由主義の間にある連邦連合
第11章　社会民主主義社会──不完全な平等
ヨーロッパ社会民主主義の多様性について／米国のニューディール政策――安売り社会民主主義／社会民主主義社会の限界について／公的所有、社会所有、一時所有／権限共有、社会所有の制度化――未完の歴史／ドイツ共同経営の成功と限界／ゲルマン北欧型共同経営の普及の遅れについて／社会党、労働党、社会民主党――交差する道筋／ヨーロッパ共同経営指令から「2x + y」提案へ／共同経営を超えて――社会所有と権限共有の再考／協同組合と自己管理――資本、権力、議決権／社会民主主義、教育、米国優位の終わり／米国――初等、中等教育の初期先進国／1980年以降取り残された米国下層階級／法、税制、教育制度の一次格差への影響について／高等教育化と教育、社会の新たな階層化／お金で大学に入れるか？／欧米での教育アクセスの格差／近代的成長の源泉としての教育の平等／社会民主主義と公正な課税――実現しなかった機会／資本主義と国民国家の超克に直面する社会民主主義／資本フローのグローバル化と自由化の再考／米国、ヨーロッパ、資産税――議論は続く／累進資産税、あるいは恒久的な農地改革／18世紀からの惰性で続く資産税／資産税についての集団学習と将来的な見通し／交差する軌跡と財産税の再発見
第12章　共産主義社会とポスト共産主義社会
財産理論なき権力掌握は可能か？／「マルクス・レーニン主義」政権の存続について／共産主義と反植民地主義による解放の浮沈／共産主義と正当な差の問題／分権的な社会組織における私有財産の役割について／ポスト共産主義ロシア――オリガルヒ、泥棒政治への転換／オフショア資産が総適法金融資産を超えるとき／「ショック療法」とロシア泥棒政治の起源／独裁混合経済としての中国／負の公有財産、私有財産の全能性／負債への逃避、課税公正性の放棄／中国の格差容認の限界について／中国の格差の不透明性／中国――共産主義と金権政治のはざまで／文化大革命が格差認識に与えた影響／中国モデルと議会制民主主義の超越について／選挙制民主主義、境界、財産／一党制国家と党管理民主主義の改革可能性／東ヨーロッパ――ポスト共産主義への幻滅の実験室／EUにおける市場原理の「自然化」について／ポスト共産主義と社会自国主義の罠
第13章　ハイパー資本主義──現代性と懐古主義のはざまで
21世紀の格差の形／中東――グローバル格差の頂点／格差測定と民主主義的透明性の問題／税務透明性の欠如について／社会的公正、気候的公正／国家間と個人間の炭素排出の格差について／格差の測定と政府の責任放棄について／不透明性の克服――公的金融台帳／情報時代における公式統計の劣化について／新財産主義、富の不透明、税制競争／ハイパー集中化した富の持続について／21世紀における家父長制の持続について／貧困国の貧窮と貿易自由化について／貨幣創造は私たちを救ってくれるのか？／新財産主義と新金融体制／新財産主義とオルド自由主義――ハイエクからEUまで／能力主義と新財産主義の創案／慈善幻想から億万長者の神聖化へ
第IV部　政治対立の次元再考
第14章　境界と財産──平等性の構築
左派と右派の脱構築――社会政治対立の次元／1945年以来の左派得票――労働者党から高学歴党へ／有権者的亀裂と政治‐イデオロギー的亀裂の世界的研究に向けて／民族‐人種的亀裂と社会自国主義の研究を国際化する／政党の刷新、投票率の低下／大衆階級の投票率低下について／教育的亀裂の逆転について――高学歴党の発明／教育的亀裂の逆転の堅牢性について／教育的亀裂の逆転、職業的亀裂の再定義／左派政党と大衆階級――決別の構造／「バラモン左翼」と、社会と教育の公正の問題／教育の公正に関する新しい規範の必要性について／左派と右派から見た財産について／左派と自営業者――不信の世紀年代記／「バラモン左翼」と「商人右翼」の強みと弱み／フランスにおけるアイデンティティと宗教的な亀裂の復活／自国主義の台頭と大いなる政治‐宗教的な混乱／宗教的な亀裂、出自をめぐる亀裂――差別の罠／境界と財産――四区分された有権者／有権者の四区分の不安定さについて／黄色いベスト、炭素、富裕税――フランスにおける社会自国主義の罠／ヨーロッパと大衆階級――決別の根拠／ヨーロッパが新財産主義の道具にされている点について
第15章　バラモン左翼──欧米での新たな亀裂
米国政党制の変容／民主党はグローバル化勝者の政党になるか？／米国における人種対立の政治利用について／「福祉の女王」と「人種枠」――共和党の南部戦略／有権者的亀裂とアイデンティティ対立――大西洋の両側での見方／アイデンティティの流動性と固定分類の危険性／民主党、「バラモン左翼」、人種問題／失われた機会と不完全な分岐点――レーガンからサンダースへ／イギリス政党制の変容／イギリスにおける「バラモン左翼」と「商人右翼」について／イギリスでのポスト植民地アイデンティティ的亀裂の台頭／イギリスにおける移民の政治問題化、パウエルからUKIPまで／EUと大衆階級の深まる溝
第16章　社会自国主義──ポスト植民地的アイデンティティの罠
労働者の政党から高学歴者の政党へ――類似性と変種／戦後期の左派‐右派政党制崩壊を再考する／ポスト共産主義東欧における社会自国主義の台頭／社会自国主義の台頭――イタリアの場合／社会自国主義の罠とヨーロッパへの幻滅／民主党――成功した社会自国主義？／国際競争と市場自国主義イデオロギー／市場自国主義イデオロギーとその拡散／ヨーロッパにおける社会連邦主義の可能性について／国家を超える民主的空間の構築について／欧州議会の主権を各国議会の主権から構築する／信頼の再構築と共通の公正規範の促進／ヨーロッパの永続的な公的債務危機を終わらせる／債務の歴史をたどり、新たな解決策を探す／ヨーロッパの社会連邦主義的変革に向けた政治的条件／分離主義の罠とカタルーニャシンドローム／イデオロギー的不協和、税制ダンピング、小国シンドローム／社会地域主義の罠と超国民国家の構築／インドの政党システムと亀裂の形成／インドの政治的亀裂――階級、カースト、宗教／インドにおける階級主義的亀裂の台頭の難しさ／大衆階級の共通の運命についての認識／階級的亀裂、アイデンティティ的亀裂――インドにおける社会自国主義の罠／インドにおける階級的亀裂と再分配の未来――交差する影響力／ブラジルにおける格差の不十分な政治問題化／アイデンティティ的亀裂、階級的亀裂――境界と財産／ポピュリズム論争の袋小路と落とし穴
第17章　世紀の参加型社会主義の要素
参加と熟議としての公正／資本主義と私有財産の超克／企業内での権限共有――実験的な戦略／累進資産税と資本循環／資産の分散とユニバーサル資本支給／累進課税の三面構造――資産、相続、所得／累進課税への復帰と永続的土地改革／社会的、一時的所有権に向けて／一つの国における富の透明性／憲法に公正な税制を記述する／ベーシックインカムと公正賃金――累進所得税の役割／炭素排出の累進課税について／教育における公正規範の構築について／教育の偽善から脱却し、透明性を促進する／公正な民主主義――民主的平等性バウチャー／平等主義的で参加型の民主主義を目指して／公正な国境――社会連邦主義をグローバルな規模で考え直す／超国家的な公正に向けて／協力と引きこもりの狭間で――超国家的格差レジームの発達
結論
イデオロギーの闘争、そして公正の探究としての歴史／視線の脱西洋化の限界について／社会科学の市民的、政治的役割について
凡例
図表一覧／原注／索引

## 本書の内容
はじめに

あらゆる人間社会は、その格差を正当化せざるを得ない。格差の理由が見つからないと、政治的、社会的な構築物が崩壊しかねない。だからどんな時代にも、既存の格差や、あるべき格差と考えるものを正当化するために、各種の相反する言説やイデオロギーが発達する。
上記のような一節から始まる。本書で採用した歴史的アプローチから生じる、最も衝撃的な結論として、『格差は経済的なものでもなければ技術的なものでもない。イデオロギー的で政治的なものだ。』を挙げた。

### 特徴
本書では『21世紀の資本』でブラックボックスとして扱っていた、政治やイデオロギーの問題に正面から切り込んでいる。

## 評価

### 受賞

#### 日本
- 2023年12月23日、日本経済新聞「エコノミストが選ぶ経済図書ベスト10」で第6位に選出された[5]。
- 2023年12月23日、週刊ダイヤモンド「ベスト経済書」ランキングで第10位に選出された[6]。

### 批評
きわめて明晰、かつダイナミックな書だ。さまざまな歴史的経験を、息を呑むような研究で鳥瞰して、教訓を引き出している。
本書が教えてくれるのは、不可避なことなどないこと、そして、ハイパー資本主義と共産主義の惨禍のあいだには、
あらゆる可能性が開かれていることだ。未来を作るのはわれわれ次第だ。さあ、腕まくりしていこう。
――エステル・デュフロ（2019年ノーベル経済学賞受賞・『絶望を希望に変える経済学』）